# WeFly! Team
Das WeFly! Team ist ein ziviles Kunstflugteam aus Italien. Das Team finanziert sich durch Sponsoren und Gönner.
Das besondere an diesem Team ist, dass die Piloten körperlich behindert sind.

## Team
Das Team besteht aus:
- Team Leader Alessandro Paleri (1972), Pilot seit 1999, ca. 1800 Flugstunden, Tailnumber 1
- Left wingman Marco Cherubini (1973), Pilot seit 2006, ca. 1300 Flugstunden, Tailnumber 3
- Right wingman Erich Kustatscher (1950), Tailnumber 4
- Speaker & PR Pino Di Feo (1973), Pilot seit 1994
- Fotograf Marco Tricarico (1963)

## Geschichte
Das Team wurde 2007 mit Heimatbasis Aviosuperficie Caposile - Jesolo gegründet. Am 22. Juli 2008 verunglückte FULVIO GAMBA „BUBU“ bei einer Flugvorführung tödlich. Er stürzte mit dem Flugzeug mit der Tailnumber 2 ab. Seither wird in der Formation die Tailnumber 2 nicht mehr verwendet, um das Andenken an ihn zu ehren.
Am 24. April 2008 erhielt das Team seine neuen Flugzeuge vom Typ Texan 2.0
Das Team zeigte an 3 Tagen in Folge im Sommer 2014 sein Flugprogramm an der Air14 auf dem Militärflugplatz Payerne.

## WeFly! Team und Raumfahrt
Während der Weltraummission „Futura“ ASI, der italienischen Astronautin und Luftwaffenpilotin Hauptmann Samantha Cristoforetti, wurde eine Flagge des Teams „WeFly! Futura ... wagte es zu fliegen“ in den Weltraum gebracht. Die Flagge wurde für diesen Anlass von dem renommierten Flugzeugkonstrukteur Mirco Pecorari entworfen, um der ganzen Menschheit eine Botschaft zu senden gegen Stereotypen und Vorurteilen gegenüber Behinderten. Sie zeugt von der Kraft, dem Mut und der Entschlossenheit dieser Piloten.
Nachdem die Flagge 200 Tage im Weltraum war, wurde sie am 4. Juni 2016 zur sull'Aviosuperficie Caposile (Venedig) gebracht, der Heimat des „WeFly! Team“, während der 7. Auflage der Veranstaltung „FlyDonna“, die den weiblichen Piloten gewidmet ist.

## Galerie

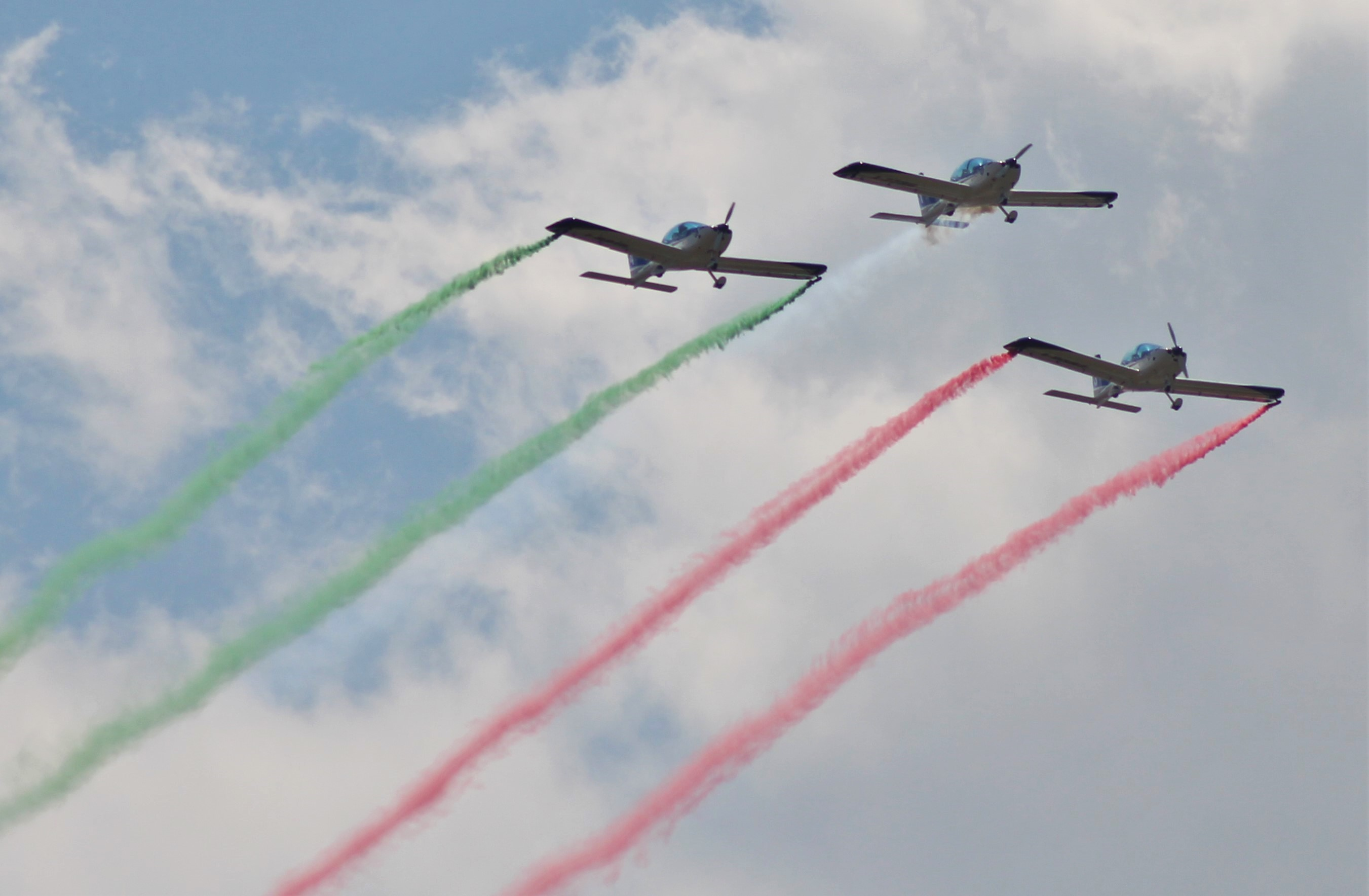
Rauch Tricolore Italiana des WeFly! Team
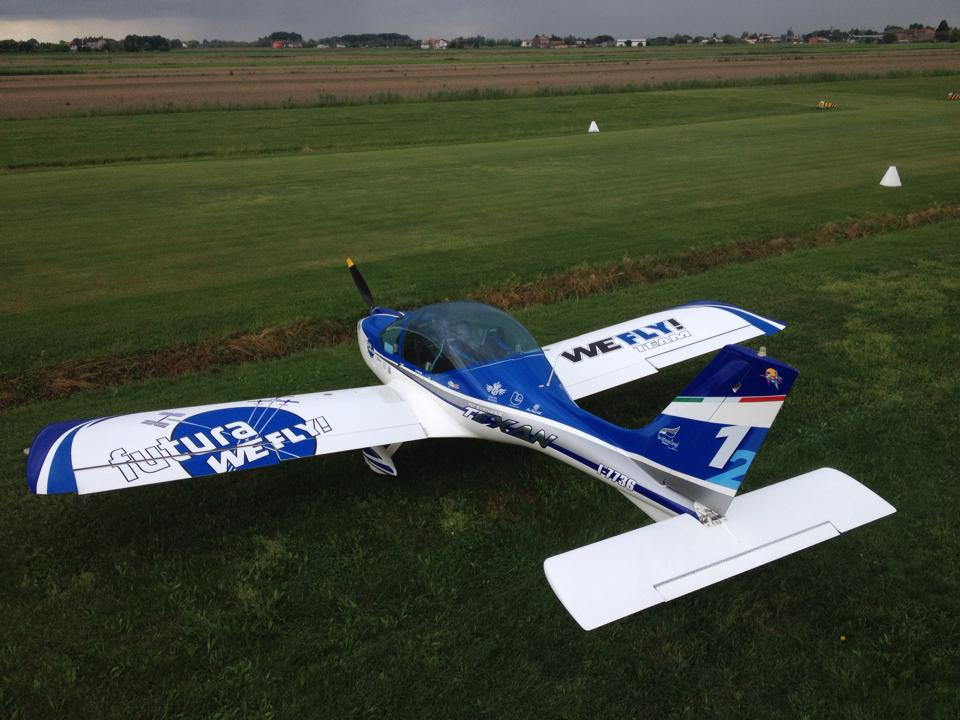
Fly Synthesis Texan Top Class des WeFly! Team

## Referenze
- https://www.voloacrobatico.com/blank-1
- http://www.askanews.it/altre-sezioni/scienza-e-innovazione/astrosamantha-riconsegna-al-wefly-team-la-bandiera-spaziale_711827919.htm
- https://www.astronautinews.it/2014/05/04/l-204-amici-straordinari-wefly-con-futura-osa-volare/
- http://www.comune.torino.it/pass/sport/2015/09/11/i-piloti-disabili-di-wefly-team-voliamo-per-dire-che-si-puo/
- http://www.corriere.it/foto-gallery/salute/14_maggio_19/i-piloti-paraplegici-wefly-team-2b7ea00e-df38-11e3-b0f4-619ff8c67c6b.shtml?refresh_ce-cp
- https://www.facebook.com/WEFLY-TEAM-197448331360/
- https://www.youtube.com/channel/UCcW5Tm7NCt11WJmbgW3y_xA
- http://www.ansa.it/scienza/notizie/rubriche/spazioastro/2014/04/29/solidarieta-in-orbita-con-samantha-cristoforetti_9f7f2104-fd5d-48c7-8819-2cb31b334664.html?idPhoto=1
- http://www.askanews.it/altre-sezioni/scienza-e-innovazione/astrosamantha-sull-iss-con-la-bandiera-del-wefly-team---video_711414927.htm
- https://www.adnkronos.com/fatti/cronaca/2015/03/23/sulla-iss-sventola-bandiera-del-wefly-team-samantha-abbiate-loro-coraggio-video_Ybj2pIr6wfT1QDJipLlDrO.html